# Verolanuova
Verolanuova là một đô thị thuộc tỉnh Brescia trong vùng Lombardia ở Ý. Đô thị này có diện tích 25 km², dân số 7857 người.
Đô thị này có các làng sau: Breda Libera, Cadignano.
Đô thị này giáp với các đô thị sau: Bassano Bresciano, Borgo San Giacomo, Manerbio, Offlaga, Pontevico, San Paolo, Verolavecchia.